# Lidingöpartiet
Lidingöpartiet är ett lokalt politiskt parti i Lidingö kommun.

## Historia
Partiet bildades 1973 under namnet Miljöpartiet på Lidingö. Ursprunget till partibildningen var att flera kända kulturpersonligheter bosatta på Lidingö upplevde att Lidingös livsmiljö hotades av planer i slutet av 1960-talet på en utbyggnad av Stockholms tunnelbana till Lidingö för vidare anslutning med en bro över Askrikefjärden till Bogesundslandet, som planerades att bebyggas med bostäder. I samband med dessa projekt ville de styrande på Lidingö också uppföra av ett gigantiskt inomhusköpcenter i Lidingö centrum. Lidingöpartiets partisymbol är ett träd, skapad av konstnären Ardy Strüwer på 1970-talet. Partiet bytte namn till Lidingöpartiet inför valet 1976.
Några av Lidingöpartiets andra viktiga kärnfrågor har varit att aktivt verka för att behålla och modernisera Lidingöbanan och att verka för att broförbindelsen för Lidingöbanan till Ropsten bibehålls.
Partiledare är sedan 2009 Lars H. Ericsson (född 1955) med trafikfrågor och stadsmiljö som specialområde. Kommunalråd är sedan 2022 (född 1960) Anders Paulsen med tekniska frågor som huvudområde. Anders Paulsen är också vice ordförande i kommunstyrelsen och partiets gruppledare i Lidingö kommunfullmäktige.

## Valresultat
| År   | Röster | %     | Mandat   |
| ---- | ------ | ----- | -------- |
| 1973 | –      | –     | 4 av 41  |
| 1976 | –      | –     | 7 av 49  |
| 1979 | –      | –     | 7 av 51  |
| 1982 | –      | –     | 7 av 51  |
| 1985 | –      | –     | 7 av 51  |
| 1988 | –      | –     | 7 av 51  |
| 1991 | –      | –     | 8 av 51  |
| 1994 | –      | –     | 9 av 51  |
| 1998 | 3 467  | 13,41 | 6 av 51  |
| 2002 | 2 633  | 9,99  | 5 av 51  |
| 2006 | 3 270  | 12,06 | 6 av 51  |
| 2010 | 3 605  | 12,73 | 7 av 51  |
| 2014 | 4 230  | 14,32 | 7 av 51  |
| 2018 | 4 249  | 13,64 | 7 av 51  |
| 2022 | 5 282  | 16,91 | 11 av 51 |

I valen 1973–1976 deltog Lidingöpartiet under namnet Miljöpartiet.

## Kända personer som varit engagerade i partiet
- Ulf Brunnberg